# Dimidiochromis dimidiatus
Dimidiochromis dimidiatus è una specie di ciclidi haplochromini endemica del Lago Malawi, che si trova in Malawi, Mozambico e Tanzania. Precedentemente era inserito nel genere Haplochromis ed è noto come haplochromis di tipo Ncheni nel commercio di pesci d'acquario.